# 3053 Dresden
För andra betydelser, se Dresden (olika betydelser).
3053 Dresden eller 1977 QS är en asteroid i huvudbältet som upptäcktes den 18 augusti 1977 av den rysk-sovjetiske astronomen Nikolaj Tjernych vid Krims astrofysiska observatorium på Krim. Den har fått sitt namn efter den tyska staden Dresden.
Asteroiden har en diameter på ungefär 3 kilometer.